# Тета Льва
Тета Льва (θ Leo, 70 Leonis) — белый субгигант в созвездии Льва. Имеет несколько исторических названий:
- Хорт — от арабского al-kharāt или al-khurt ‘ребро’[1].
- Чертан[2] от арабского al-kharātān ‘два небольших ребра’ (второе — δ Льва).
- Кокса или Цокса от латинского coxa ‘бедро’[3].

Хорт является белой звездой спектрального класса A2, недавно сошедшей с главной последовательности. Он начал свою жизнь примерно 450 миллионов лет назад как более горячая звезда спектрального класса B8. Хорт — хороший пример Am звезды, у которой спектральные линии поглощения некоторых химических элементов сильно отличаются от солнечных и такие звезды довольно трудно точно классифицировать. Более легкие элементы (как кальций и скандий) недостаточны, в то время как некоторые более тяжелые (включая железо) являются избыточными. Железа на 20 процентов больше чем на Солнце, стронция и бария в 5 — 8 раз больше. Присутствие металлических линий в спектре объясняется медленным вращением звезды и, таким образом, меньшим перемешиванием.
Звезда, по-видимому, одиночная: никаких компаньонов не обнаружено. И хотя некоторые особенности звезды не являются бесспорными, однако, скорее всего, она закончит свою жизнь как относительно массивный белый карлик.